# Gerboise de Lichtenstein
Eremodipus lichtensteini
Genre
Espèce
Statut de conservation UICN

 LC  : Préoccupation mineure
La Gerboise de Lichtenstein (Eremodipus lichtensteini) est la seule espèce du genre Eremodipus. Ce petit rongeur terrestre est une gerboise que l'on rencontre au Kazakhstan, Turkménistan et Ouzbékistan.